# Dahmetal
Dahmetal är en kommun och ort i Landkreis Teltow-Fläming i förbundslandet Brandenburg i Tyskland. 
Kommunen bildades den 31 december 2001 genom en sammanslagning av de tidigare kommunerna Görsdorf, Prensdorf och Wildau-Wentdorf.
Kommunen ingår i kommunalförbundet Amt Dahme/Mark tillsammans med kommunerna Dahme/Mark, Ihlow och Niederer Fläming.